# 道後公園
道後公園（どうごこうえん）は、愛媛県松山市道後公園にある湯築城跡とその周辺からなる愛媛県立の都市公園（総合公園）。また、松山市の公称町名の一つでもある。

## 概要
伊佐爾波神社が鎮座していた場所だが、建武年間に河野通盛が湯築城を構築することになり、神社は道後山の東南端に移された。湯築城跡を整備したのが道後公園であり武家屋敷などが復元されている。公園内の丘陵の上の湯築城跡は展望台となっている。桜の名所で、花見の時期は大勢の観光客で賑わう。道後公園の桜は松山地方気象台が標本木に指定しており、桜前線の目安とされている。また、外堀と土塁は現在も残っている。
松山市の公称町名の一つでもあり、松山市立子規記念博物館（松山市道後公園1-30）などが位置している。

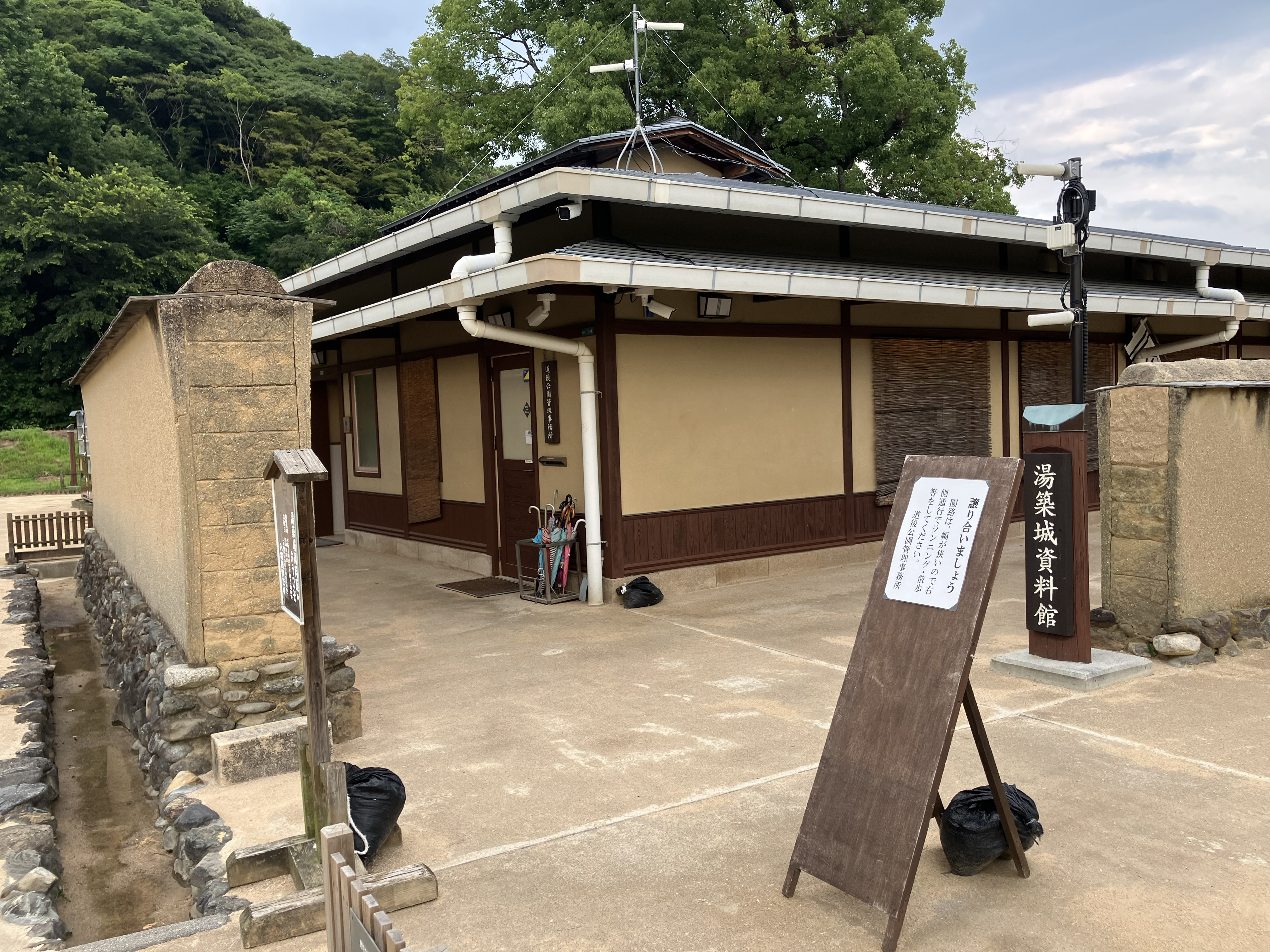
湯築城資料館（2025年7月）
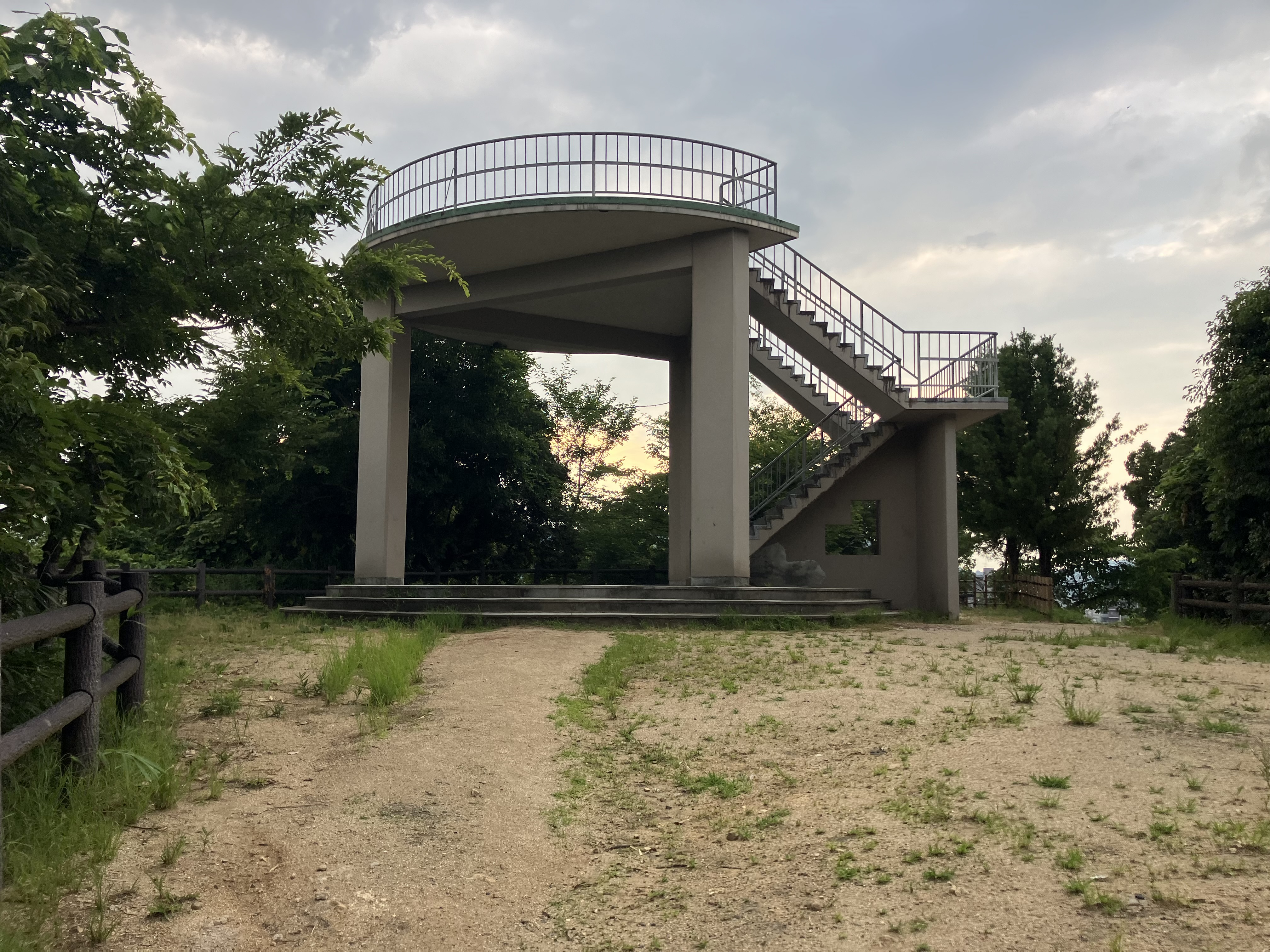
道後公園の展望台（2025年7月）
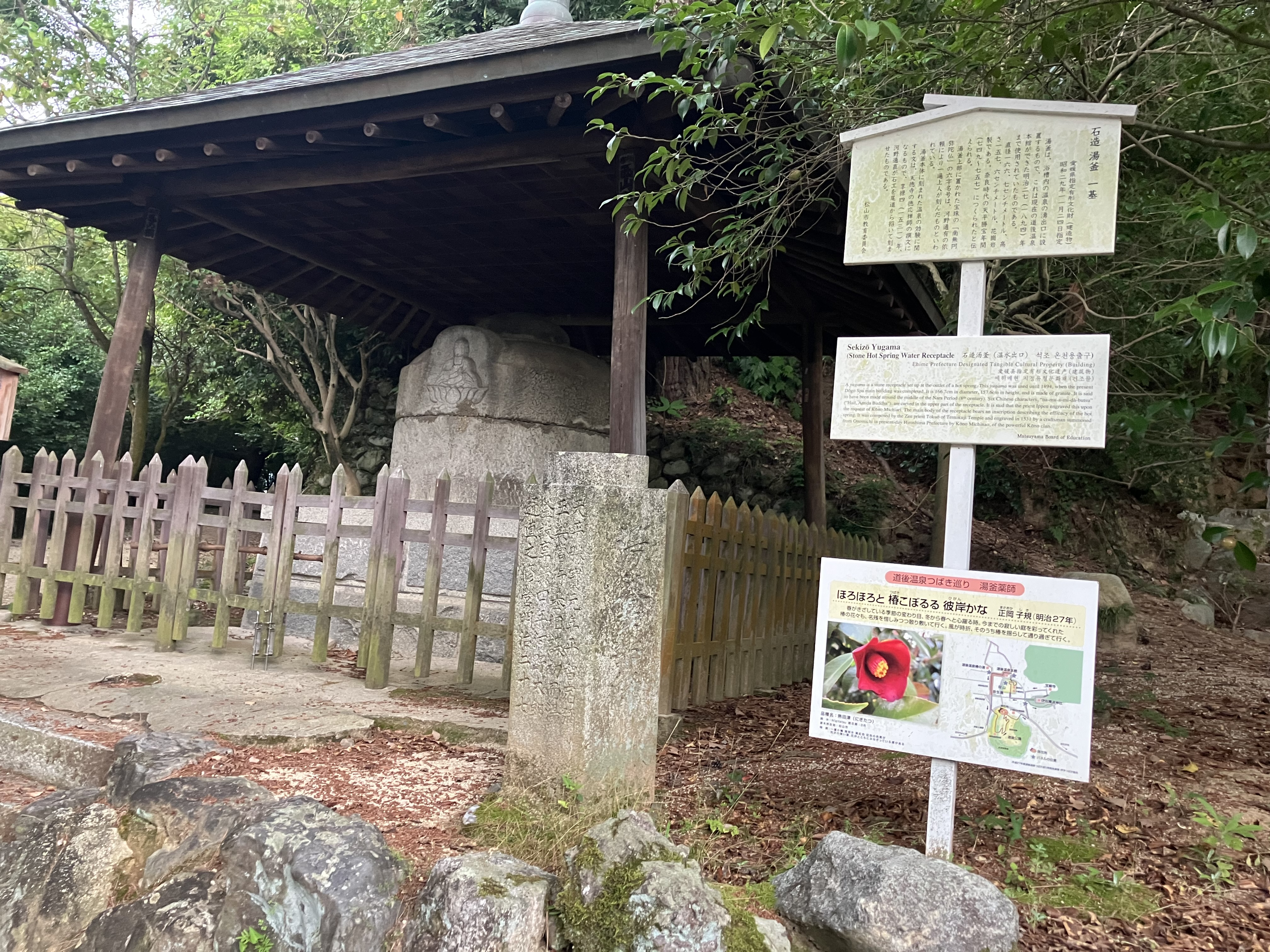
道後公園の湯釜（2025年7月）
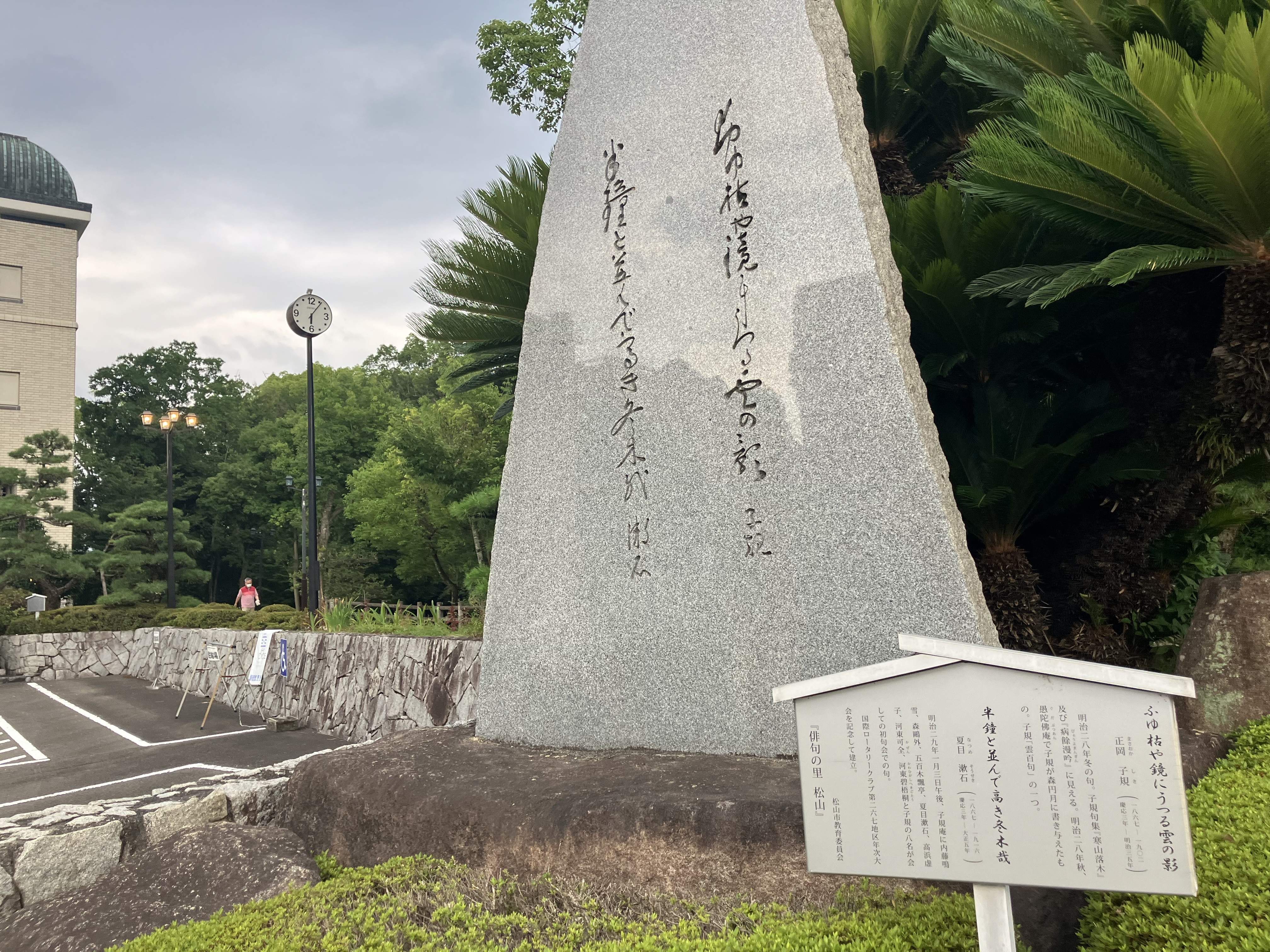
道後公園の正岡子規、夏目漱石の句碑（2025年7月）

## 歴史
- 1886年（明治19年）：道後植物園を設置。
- 1888年（明治21年）：植物園を廃止し県立道後公園を設置。
- 1903年（明治36年）10月16日：皇太子嘉仁親王（後の大正天皇）が行啓、松を手植えた[6]。
- 1922年（大正11年）11月24日：皇太子裕仁親王（後の昭和天皇）が行啓、松を手植えた[6]。
- 1953年（昭和28年）：園内に愛媛県立道後動物園を設置。
- 1987年（昭和62年）：動物園を伊予郡砥部町に移転させるため廃止。翌年に愛媛県立とべ動物園が開園。
- 2002年（平成14年）：湯築城の復元整備、「湯築城跡」として国の史跡に指定される。
- 2006年（平成18年）：湯築城が日本100名城に選出される。

## 公園周辺
- 伊予鉄道城南線：道後公園電停・道後温泉電停
- 伊予鉄バス道後公園停留所・道後温泉駅前停留所・公園北口子規記念館前停留所
- 子規記念博物館
- 愛媛県道188号道後公園線